# Gopalganj (distrikt i Bangladesh)
Gopalganj (bengali: গোপালগঞ্জ জেলা, engelska: Gopalganj District) är ett distrikt i Bangladesh.   Det ligger i provinsen Dhaka, i den centrala delen av landet, 80 km sydväst om huvudstaden Dhaka. Antalet invånare är 1 172 415.
Trakten runt Gopalganj består till största delen av jordbruksmark. Runt Gopalganj är det tätbefolkat, med 913 invånare per kvadratkilometer.